# Unwetter im Alpen-Adria-Raum im Herbst 2018

Das Tiefdruckgebiet Vaia/Adrian am 29./30. Oktober

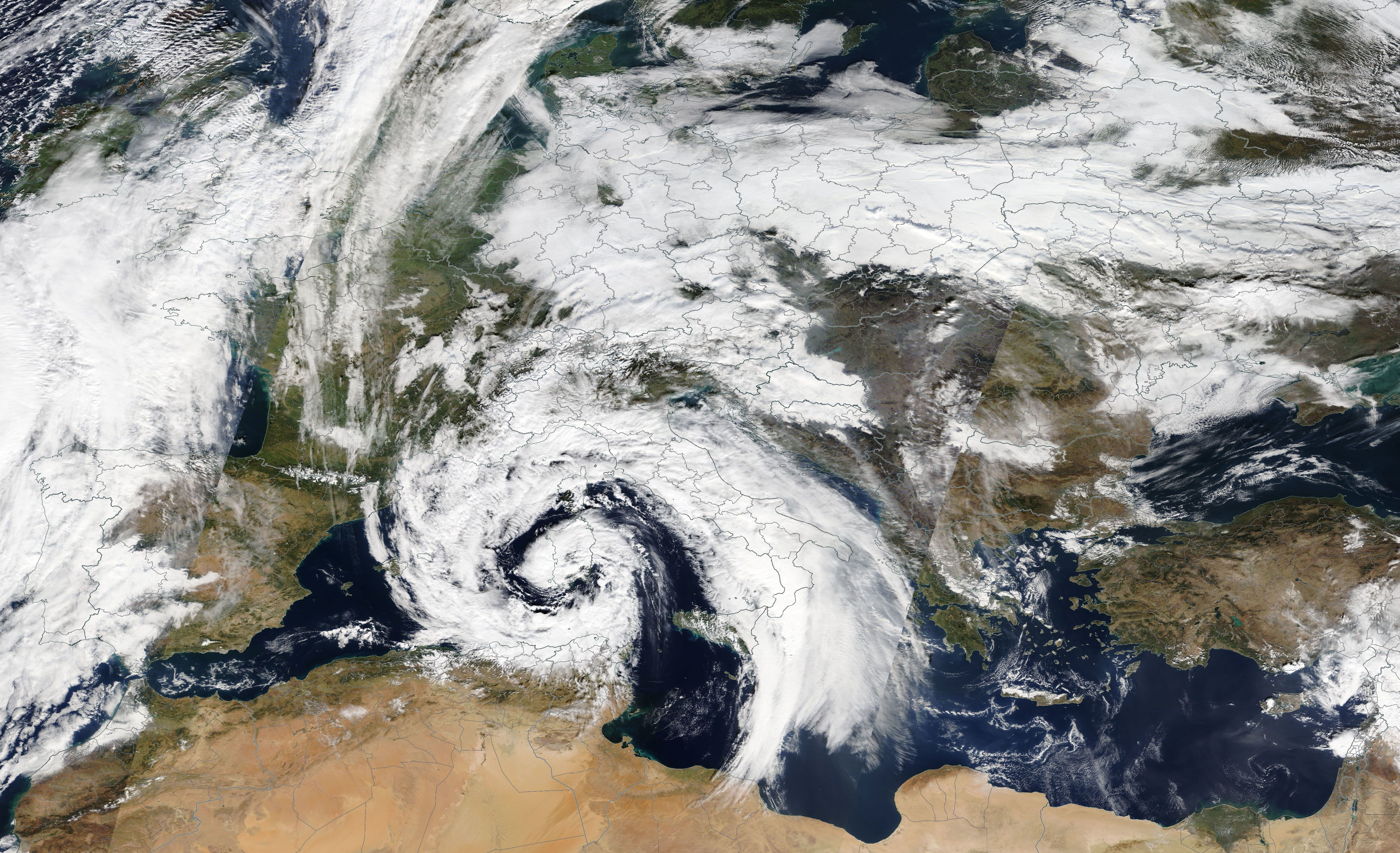
Das Mittelmeertief Xena am 4. November

Die Unwetter im Alpen-Adria-Raum im Herbst 2018 waren Unwetterereignisse, die im Oktober und November 2018 in Italien, Kroatien, Österreich, der Schweiz und weiteren Ländern durch orkanartige Sturmböen und Starkregen zu Sturmschäden, Hochwasser, Überschwemmungen, Murenabgängen und Stromausfall führten.

## Meteorologischer Ablauf
Die großräumige Wetterlage in Europa war im Herbst 2018 von beständig hohem Luftdruck in Osteuropa gekennzeichnet. Dadurch wurden vom Atlantik her kommende Tiefdruckgebiete immer wieder nach Südwesteuropa abgedrängt, wo sie sogenannte Cut-Off-Tiefs bildeten, die über dem Mittelmeer eine starke Eigendynamik entwickelten. Zugleich blieb dadurch in Nord- und Mitteleuropa der Regen aus (siehe Dürre und Hitze in Europa 2018).
Im westlichen Mittelmeerraum bildete sich Ende Oktober ein ausgedehntes Tiefdruckgebiet, von dem erwartet wurde, dass es im Gebiet von den Balearen über Italien bis nach Kroatien und Slowenien viel Regen bringen würde. Dazu kam eine Föhnwetterlage. Nach den Wettermodellen würden sich Regenwolken an der Südseite der Alpen stauen, wodurch verbreitet große Regenmengen von 120 bis 250 Liter pro Quadratmeter niedergehen würden, stellenweise wurden bis zu 500 Liter pro Quadratmeter für möglich gehalten. Daher veröffentlichte die österreichische Zentralanstalt für Meteorologie und Geodynamik am 26. Oktober 2018 eine Starkregenwarnung für den Süden Österreichs.
Am 27. Oktober setzten auf Sardinien, Korsika und weiten Teilen Italiens starke Regenfälle ein. In Italien trafen die kalten Luftmassen des Tiefdruckgebiets am 29. Oktober auf einen äußerst starken Scirocco, wodurch heftige Gewitter entstanden.
In Deutschland erhielt das Tiefdruckgebiet den Namen Vaia, in Frankreich Adrian (siehe Namensvergabe für Wetterereignisse). Nachdem dieses Anfang November nach Norden abgezogen war, hielten die Regenfälle in Italien weiter an und richteten durch Überschwemmungen und Muren weitere Schäden an. Verantwortlich dafür waren die beiden nachfolgenden Tiefdruckgebiete (in Deutschland Wenke und Xena genannt), die verstärkt durch das noch warme Meerwasser wieder große Mengen Feuchtigkeit mitführten.

## Auswirkungen in Österreich
In Österreich kam es in den frühen Morgenstunden des 28. Oktober zu ersten Sturmschäden in Kärnten. Am Nachmittag setzte Starkregen ein, von dem am 29. Oktober besonders Osttirol und Kärnten betroffen waren. Es kam zu zahlreichen Überschwemmungen und Murenabgängen, manche Täler und Dörfer wurden von der Außenwelt abgeschnitten. Durch den Föhnsturm mit orkanartigen Sturmböen kam es zur selben Zeit auch in anderen Bundesländern zu Sturmschäden. Einige Personen in Österreich wurden durch umstürzende Bäume verletzt. Durch den Föhnsturm wurden in manchen Gebieten ganze Waldflächen gefällt, durch Windwurf entstanden 1,7 Millionen Festmeter Schadholz. Die Regierung kündigte an, schnell und unbürokratisch Hilfe leisten zu wollen.

### Kärnten und Osttirol

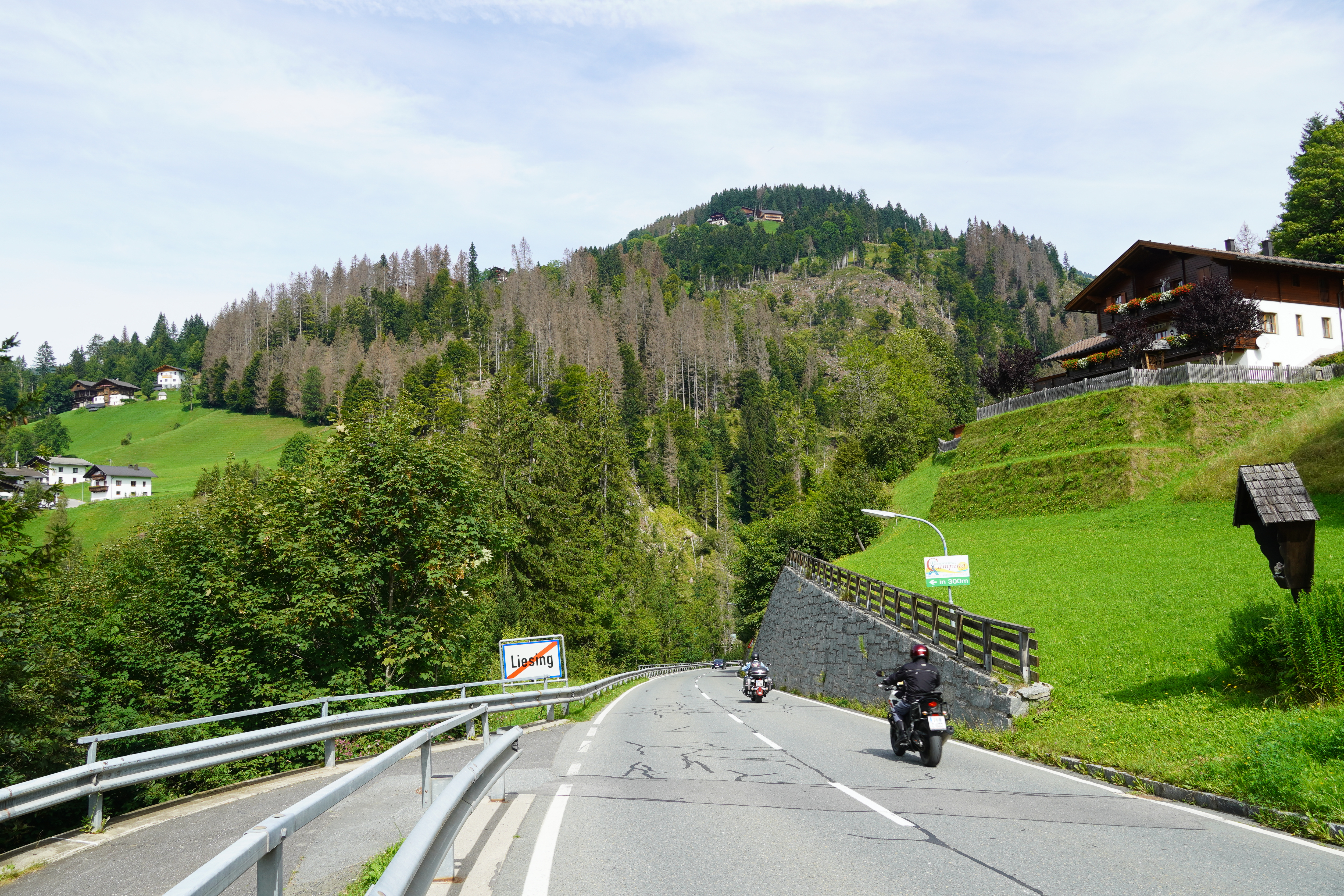
Lesachtal, Folgen und sichtbare Schäden nach dem Unwetter und Sturmtief VAIA (2018) mit starkem Borkenkäferbefall des Waldes, September 2023

Am Sonntag, den 28. Oktober kam es im Raum Ferlach zu Sturmschäden durch Orkanböen mit bis zu 130 Kilometern pro Stunde: Zahlreiche Dächer wurden abgedeckt, Bäume stürzten um. Durch gekappte Stromleitungen fiel in einigen Haushalten der Strom aus. Die Loiblpass Straße zwischen Kirschentheuer und Unterbergen sowie mehrere Gemeindestraßen wurden gesperrt. Die Seeberg Straße war zwischen Vellach und dem Seebergsattel durch umgestürzte Bäume blockiert.
Wegen der prognostizierten Niederschlagsmengen bereitete sich Kärnten auf ein 100-jähriges Hochwasserereignis vor. Es wurden Überschwemmungen der Flüsse Gail, Möll und Drau in Lavamünd, Oberdrauburg, Sachsenburg, Steinfeld, Lurnfeld und Möllbrücke befürchtet. Um die Schäden durch das erwartete Hochwasser möglichst gering zu halten, wurde der Pegelstand des Völkermarkter Stausees um das technische Maximum von 4,5 Meter abgesenkt. In vielen Ortschaften wurden Sandsäcke als Hochwasserschutz verlegt.
Von Samstag, 27. Oktober, bis Montag, 29. Oktober, wurden am Plöckenpass 627 Liter Regen pro Quadratmeter gemessen, auch in anderen Kärntner Orten wurde ungewöhnlich viel Niederschlag gemessen. Am Montagvormittag wurde die Drautal Straße gesperrt. Die Schulen in Osttirol, den Kärntner Bezirken Völkermarkt und Spittal sowie in Ferlach wurden geschlossen. Das Bundesheer wurde in Alarmbereitschaft versetzt. Am Nachmittag des 29. Oktobers wurde der Bahnverkehr im Drautal eingestellt. Die Gailtal Straße musste am Nachmittag wegen eines Erdrutsches gesperrt werden, zwischen St. Lorenzen und Maria Luggau wurde sie auf einer Länge von etwa 85 Metern zerstört. Am Abend musste in Osttirol der Busverkehr eingestellt werden, dadurch fiel auch der Schienenersatzverkehr der ÖBB aus.
Es wurde Zivilschutzalarm für zahlreiche Kärntner Orte ausgerufen.
Am Abend des 29. Oktobers traten Möll und Gail sowie einige ihrer Nebenflüsse über die Ufer, mehrere Menschen mussten evakuiert werden. Im Gebiet von Waidegg kam es zu einem Dammbruch auf einer Länge von etwa 150 Metern, wodurch die an der Gail gelegene Ortschaft Rattendorf fast vollständig überflutet wurde. Bei Rangersdorf gingen zahlreiche Muren ab und verlegten in Folge den Flusslauf der Möll. Auch Straßen wurde dadurch unpassierbar, das Obere Mölltal war nicht erreichbar. Bei Flattach trat an der Möll das 100-jährliche Hochwasserereignis ein.
Beim Gail-Kraftwerk in Schütt wurde ein Kran von den Wassermassen mitgerissen. Einige Gailbrücken in Hermagor-Pressegger See mussten gesperrt werden.
Das Lesachtal wurde durch Murenabgänge von der Außenwelt abgeschnitten.
Auch der Pegel der Drau und ihrer Zuflüsse stieg beträchtlich, an einigen Stellen trat die Drau über die Ufer. Die Staustufe St. Martin-Rosegg nahm durch das Hochwasser Schaden, eine Stützmauer brach weg. Der flussabwärts gelegene Ort Rosegg wurde überflutet.
In zahlreichen Kärntner Orten musste wegen des steigenden Wasserstandes der Strom abgeschaltet werden, 10.000 Haushalte vom Mölltal bis Lavamünd waren vorübergehend ohne Strom. Die befürchtete Überflutung von Lavamünd blieb aus, da einerseits durch das vorsorgliche Absenken des Pegels des Völkermarkter Stausees die Wassermassen im Ort kontrolliert werden konnten, und andererseits, weil durch den Dammbruch bei Rattendorf ein zusätzliches, ungeplantes Ausgleichsbecken entstanden ist.
In der Osttiroler Gemeinde Assling mussten Menschen wegen drohender Murenabgänge evakuiert werden. Der Bezirk Lienz war am Dienstagfrüh vorübergehend auf dem Straßenweg nicht zu erreichen. Die Felbertauern Straße, Gailtal Straße, die Großglockner-Hochalpenstraße und mehrere Landesstraßen mussten wegen Vermurungen oder umgeknickter Bäume gesperrt werden. 5.000 Haushalte waren zeitweise ohne Strom. Im Gemeindegebiet von Sillian erreichte die Drau die Marke eines 100-jährlichen Hochwasserereignisse, sie trat dort aber nicht über die Ufer.
Am Allerheiligentag wurde im Mölltal auf Grund neuerlicher Regenfälle erneut Katastrophenwarnung ausgegeben. Die Feuerwehr verzeichnet nach einer Woche mit 1.300 Einsätzen einen Rekord im Bundesland. Rund 5.200 Feuerwehrmitglieder sind in dieser Zeit dazu ausgerückt. Das Bundesheer half mit Pionieren und acht Hubschraubern bei den Aufräum- und Sicherungsarbeiten, beim Transport von Lebensmittel in isolierte Gebiete und bei der Reparatur des gebrochenen Damms im Gailtal. Der Einsatz dauerte bis 29. November an. Am Freitag, 2. November, entgingen 40 Soldaten des Bundesheeres nur knapp einem Felssturz bei Aufräumungsarbeiten auf der Gailtal Straße.
Der Zivilschutzalarm blieb mancherorts in Kärnten bis 4. November 2018 aufrecht.
Nach ersten Einschätzungen soll der wirtschaftliche Schaden in Kärnten im dreistelligen Millionenbereich liegen. In Kärnten sollen etwa zwei Drittel der Forststraßen und Güterwege zerstört worden sein. Die Landesforstdirektion Kärnten schätzte die entstandene Menge an Schadholz auf eine Million Festmeter, in Osttirol sollen es etwa 200.000 Festmeter sein.

### Tirol
Die Arlbergbahnstrecke zwischen Landeck und Bludenz musste vorübergehend gesperrt werden. Die hochalpine Wetterstation auf dem 2419 Meter hohen Brechten bei Inzing registrierte Windspitzen von 188 km/h.

### Salzburg
In der Salzburger Gemeinde Muhr wurde Zivilschutzalarm ausgelöst, weil die Mur im Ort über die Ufer getreten war. Die in den Ort führenden Straßen wurden überflutet, wodurch der Ort praktisch von der Außenwelt abgeschnitten wurde. Bäume stürzten um und es kam zu Murenabgängen. Auch in Großarl kam es zu Überflutungen, in Dorfgastein wurde Hochwasserschutz aufgebaut. Der Katschbergtunnel musste wegen Stromausfalls gesperrt werden. Dienstagfrüh erreichte der Sturm die Stadt Salzburg, wo Bäume und Kamine umstürzten und Blechdächer abgetragen wurden. Betroffen war u. a. der Chiemseehof sowie die Festung Hohensalzburg, deren alte Zeugstätte und Schüttkasten beschädigt wurden. Die Behörden sperrten Parks und Friedhöfe sowie private Gärten am Fuß des Festungsbergs.

### Steiermark
In der Steiermark war der Wind das größte Problem. Am Hochschwab wurden Windspitzen von 200 km/h gemessen. Umgestürzte Bäume blockierten zahlreiche Straßen (B116, B23, B24, B72, L123). In der Sturmnacht vom 29. auf den 30. Oktober waren vorübergehend 6000 Haushalte ohne Strom. Mehrere Hausdächer wurden abgedeckt.

### Oberösterreich

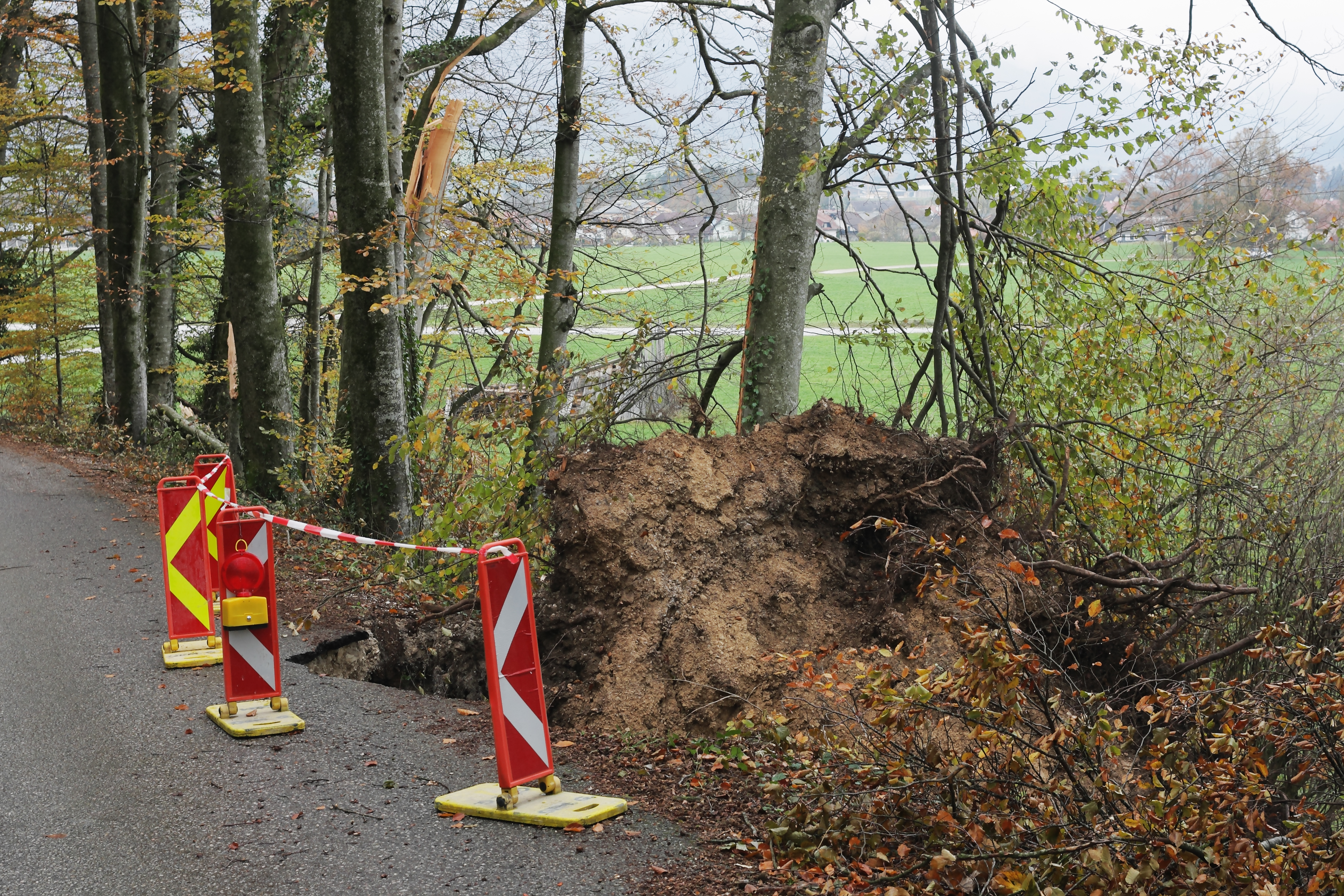
Entwurzelter Baum in Grünburg

In Oberösterreich kam es in der Nacht vom 29. auf den 30. Oktober besonders in den südlichen Bezirken zu Sturmschäden. Einige Straßen mussten wegen umgestürzter Bäume gesperrt werden, in Teilen des Bezirks Kirchdorf fiel der Strom aus.
Am Attersee wurden während des Sturms bis zu zwei Meter hohe Wellen registriert. 50–100 Boote wurden vom Sturm losgerissen, gegen das Ufer geschleudert oder sanken. Am Traunsee waren vier Boote betroffen.

### Niederösterreich
Ebenso war das südliche Niederösterreich betroffen, wo die Südbahnstrecke am Semmering unterbrochen wurde, nachdem ein Railjet bei Breitenstein mit einem umgeknickten Baum kollidierte. Die Oberleitung wurde beschädigt, Menschen kamen nicht zu Schaden. Auch der gesamte Raum Lilienfeld war von den Stürmen betroffen. Baumwürfe haben 30 Trafostationen lahmgelegt, sodass auch hier etwa 3.000 Haushalte ohne Spannungsversorgung waren.

## Auswirkungen in Italien

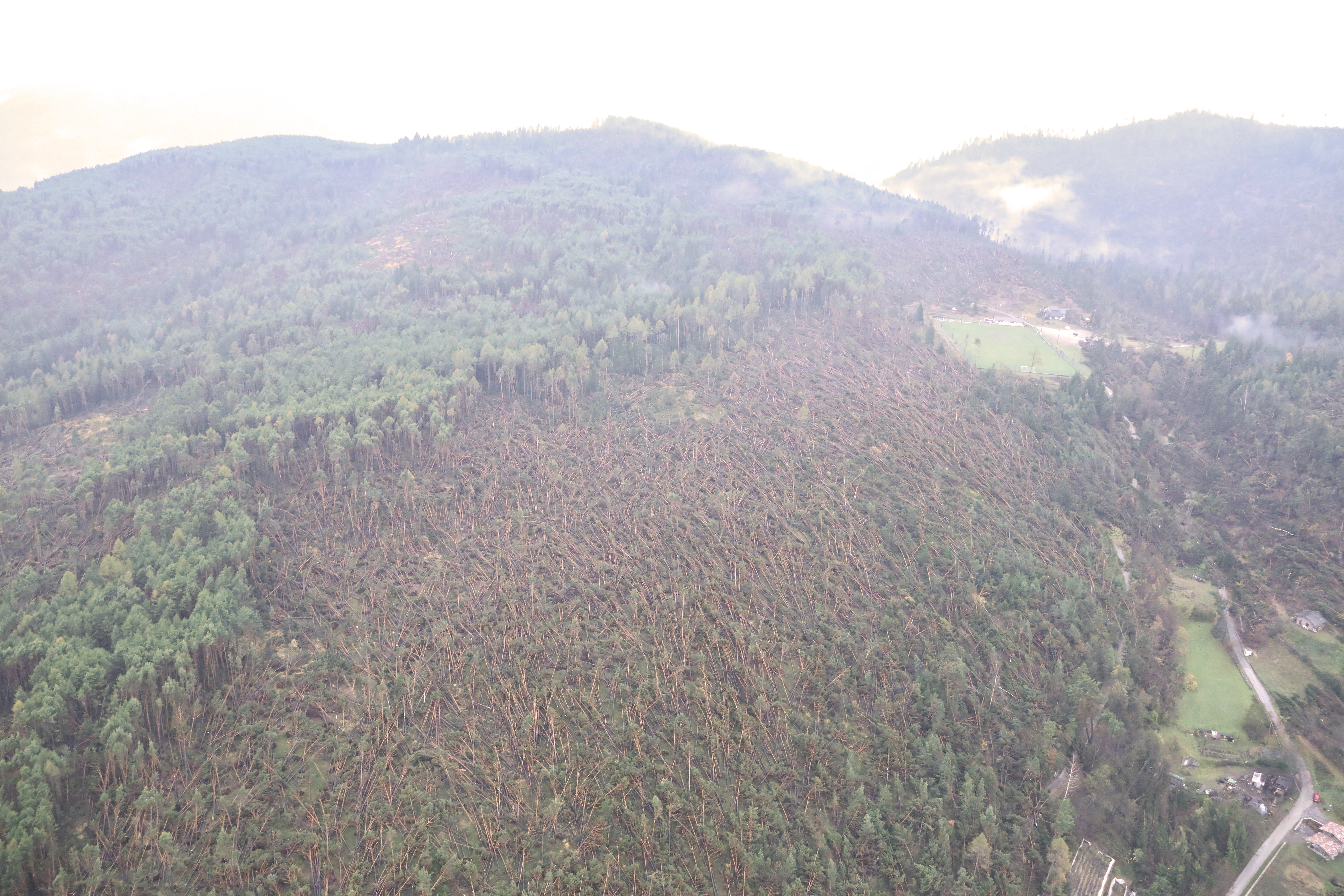
Waldschäden in Trentino

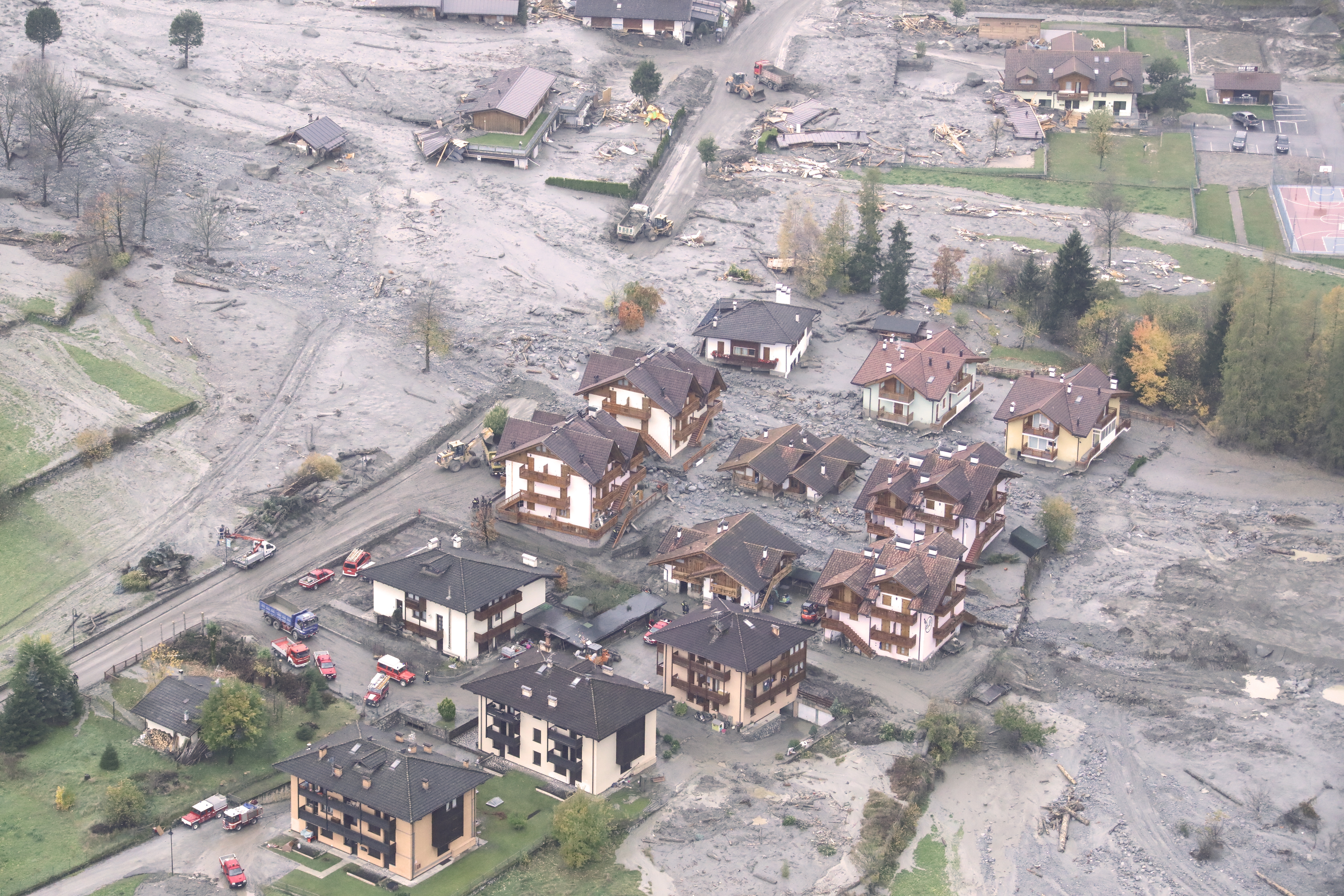
Unwetterschäden in Dimaro

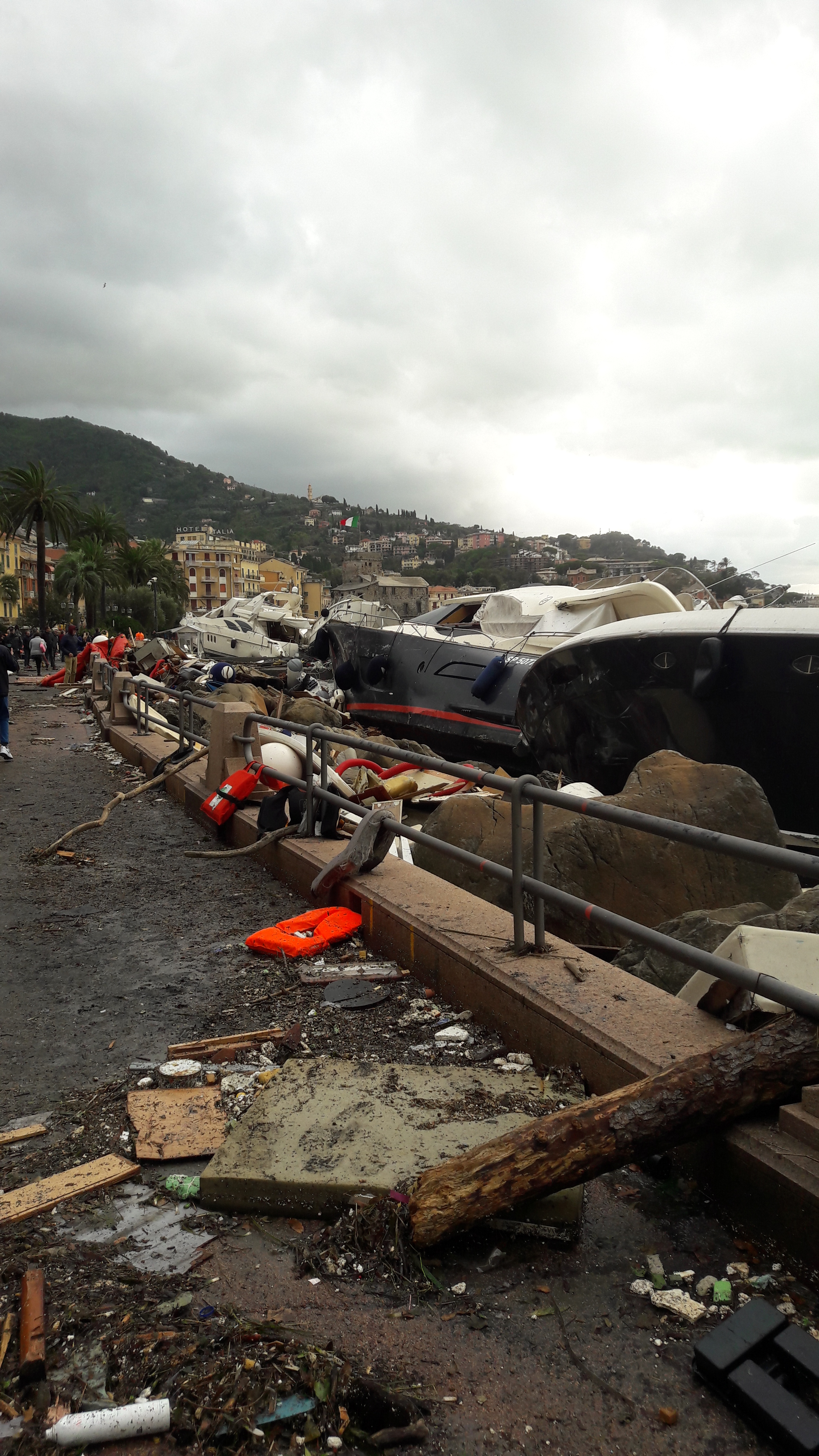
Der Hafen von Rapallo nach dem Sturm

Weite Teile Italiens waren vom Unwetter betroffen, ganz besonders Venetien und Trentino-Südtirol. Am Abend des 28. Oktober gingen mehrere Muren auf der italienischen Seite des Brenners ab, in der Folge mussten Autobahn, alte Passstraße und Bahnstrecke vorübergehend gesperrt werden. Nachdem die Autobahn am 29. Oktober wieder geöffnet worden war, musste sie wegen einer Starkstromleitung, die auf die Fahrbahn zu stürzen drohte, erneut gesperrt werden. Zahlreiche kleine Alpenpässe mussten gesperrt werden.
In der Provinz Belluno in Venetien kam es zu Überschwemmungen durch den Piave, viele Orte waren tagelang von der Außenwelt abgeschnitten, zahlreiche Straßen mussten gesperrt werden, Trinkwasserbrunnen wurden verunreinigt. Leitungsmasten stürzten durch den Sturm ein, 100 Kilometer Straßen wurden durch Wasser und Schlamm zerstört. Es kam zu großflächigen Waldschäden. In den Provinzen Belluno und Treviso kam es zu Stromausfällen, 160.000 Menschen waren betroffen.
In Friaul-Julisch Venetien kam es zu Überschwemmungen und Erdrutschen. In vielen Regionen blieben Schulen und Kindergärten geschlossen.
In Venedig kam es seit 28. Oktober zu Überschwemmungen (acqua alta), mit 156 cm über Normalpegel wurde der vierthöchste je gemessene Wasserstand verzeichnet. Etwa 75 Prozent der Altstadt standen unter Wasser. Auch der Markusdom wurde überschwemmt. Im Palazzo Zaguri, wo eine Ausstellung vorbereitet wurde, wurden zwei Wandteppiche von Joan Miró beschädigt. Am 1. November kam es zu weiteren Überschwemmungen mit 110 cm über Normalpegel.
In Südtirol wurden Täler und Dörfer von der Außenwelt abgeschnitten. Besonders schwer betroffen waren das Eggental und das Unterland. Die Trinkwasserleitung im Dorf Altrei wurde beschädigt. Tausende Bäume wurden umgeknickt, es sind etwa 1,5 Millionen Festmeter Schadholz entstanden.
In Ligurien wurden alle Häfen und der Flughafen Genua geschlossen. Im Küstenort Rapallo wurden durch den Sturm über 200 Luxusyachten aus den Vertäuungen gerissen und an das Ufer getrieben, wobei einige zerstört wurden und austretender Treibstoff das Meer verschmutzte. Es wurden Wellenhöhen über 10 Meter gemessen. In Santa Margherita Ligure wurde die Küstenstraße strada provinciale 227 zerstört, Portofino war daher nur mehr per Schiff erreichbar. Im Autoterminal des Hafens von Savona entstand durch einen vom Unwetter ausgelösten Kurzschluss ein Großbrand, bei dem rund 1000 fabrikneue Autos zerstört wurden.
In Terracina wurden Häuser durch Tornados abgedeckt. Bei Brindisi kam ein Olivenhain durch einen Tornado zu Schaden.
Auch die südlichen Regionen Italiens waren von Starkregen und Sturm betroffen. In der apulischen Weinstadt Manduria bildete sich ein Tornado, der eine Kirche beschädigte. Durch herabfallende Steine wurden Autos und benachbarte Geschäfte beschädigt. Balkone wurden durch den Tornado heruntergerissen und Bäume entwurzelt. In Reggio Calabria gingen mehr als 100 Liter Niederschlag pro Quadratmeter nieder, es kam zu Überschwemmungen, Strom- und Telefonleitungen wurden unterbrochen. In Kalabrien und auf Sizilien kam es durch Überschwemmungen zu Schäden in der Landwirtschaft, eine regionale Bahnlinie zwischen Catanzaro und Crotone musste wegen Überschwemmungen gesperrt werden. In Palermo wurden zahlreiche Keller überflutet und einige Autofahrer wurden in Unterführungen von Wassermassen eingeschlossen.
Auch nach dem Ende der Stürme und dem Abzug des Tiefdruckgebiets Vaia nach Norden kam es in Italien zu weiteren starken Regenfällen und Überflutungen.
In Sizilien stieg bei Casteldaccia in der Nacht auf den 4. November der Pegel eines Flusses rapide an und überflutete ein Landhaus, mindestens neun Menschen kamen dabei ums Leben. In Cammarata entgleiste ein Zug. Dabei kamen keine Menschen zu Schaden.
Insgesamt kamen in Italien durch umstürzende Bäume, herabfallende Fassadenteile, Erdrutsche, Blitzschlag und anderen unwetterbedingten Ereignissen oder den Aufräumarbeiten 35 Menschen ums Leben, dutzende Personen wurden verletzt.
Nach einer ersten Abschätzung soll der wirtschaftliche Schaden allein in Venetien eine Milliarde Euro betragen, für ganz Italien schätzt Infrastrukturminister Danilo Toninelli den entstandenen Schaden auf über drei Milliarden. In den italienischen Wäldern entstanden etwa 15 Millionen Festmeter Schadholz.
Die italienische Regierung stellte am 7. November 153,3 Millionen Euro Soforthilfe bereit und kündigte an, einen Plan zur Vorbeugung von künftigen Naturkatastrophen zu erarbeiten.

## Auswirkungen in der Schweiz
In der Schweiz sorgte das Tief in der Nacht von 29. auf den 30. Oktober für Orkanböen und viel Niederschlag. So wurden auf dem Gütsch ob Andermatt Windgeschwindigkeiten von bis zu 213 Kilometer pro Stunde gemessen. Vom Niederschlag besonders betroffen war das Tessin, wo Hochwassergefahr bestand und einzelne Straßen wegen Erdrutschen und umgestürzter Bäume gesperrt werden mussten. Im Centovalli und im Onsernonetal fielen 400 Liter Regen pro Quadratmeter, lokal sogar bis zu 500 Liter. In Giubiasco wurde ein Dach abgedeckt, Teile davon trafen einen fahrenden Zug, Personen kamen dabei nicht zu Schaden.
Am Albulapass knickte der Sturm vier Hochspannungsmasten um und deckte das Dach des Hospiz ab.
Die Stromzufuhr zu Teilen der Strecke der Centovallibahn wurden durch umgestürzte Bäume unterbrochen, auch die Berninalinie war unterbrochen. Zwischen Visp und Zermatt musste ein Schienenersatzverkehr eingerichtet werden.
Das Schadausmaß durch Windwurf wird auf etwa 200.000 Festmeter geschätzt.

## Auswirkungen in Slowenien
In Slowenien wurde am 29. Oktober die höchste Unwetterwarnung ausgerufen. In der Nähe von Maribor kamen bei einem durch einen Erdrutsch verursachten Unfall zwei Menschen ums Leben. Die Sturmschäden im Wald werden auf etwa 250.000 Festmeter geschätzt.

## Auswirkungen in  Kroatien
Am 29. Oktober wurde Kroatien vom Unwetter erfasst. Die Autobahnen um Rijeka wurden wegen Starkregens gesperrt. Wegen des Sturms mit Orkanböen fielen zwischen Dubrovnik und Rijeka zahlreiche Fährverbindungen vom Festland zu den Inseln aus. Der staatliche Wetterdienst rief für die gesamte Küstenregion die höchste Alarmstufe aus.

## Auswirkungen in Frankreich
In Frankreich sorgte das Tief für einen überraschend frühen Wintereinbruch und damit verbunden zu einem Verkehrschaos. Im südfranzösischen Zentralmassiv blieben über 2000 Fahrzeuge im Schnee stecken. Bei einer Massenkarambolage kam eine Person ums Leben. Bahnverbindungen wurden unterbrochen 195.000 Haushalte in Frankreich waren zeitweise ohne Strom.
Auf Korsika entstanden Schäden durch den Sturm.

## Auswirkungen in anderen Ländern
In Spanien sorgte in einigen Regionen im Nordwesten Schneefall für Chaos. In Asturien und Galicien waren Autobahnen durch den Schnee unbefahrbar. Auf Menorca waren nach einem Tornado 30.000 Haushalte ohne Strom.
In Tschechien stürzten durch den Sturm Bäume um und Dächer wurden abgedeckt. Wegen beschädigter Freileitungen waren vorübergehend 30.000 Haushalte ohne Strom.
In der Slowakei wurden im Bezirk Turčianske Teplice fünf Menschen verletzt, als ein Zug gegen einen umgestürzten Baum fuhr.
In Deutschland kam es in Bayern zu Verkehrsbehinderungen durch umgestürzte Bäume, zahlreiche Straßen wurden blockiert und es kam zu Einschränkungen im Bahnverkehr. In München wurden Autos von einem umgestürzten Baum beschädigt.